# Perelandra
Perelandra sau Voyage to Venus este un roman științifico-fantastic din 1943 scris de C. S. Lewis, al doilea din The Space Trilogy (Trilogia Spațiului) Cosmic Trilogy sau Ransom Trilogy, care mai conține romanele Out of the Silent Planet (1938) și That Hideous Strength (1945) .
Trilogia a fost inspirată și influențată de romanul lui David Lindsay din 1920, A Voyage to Arcturus.
În cel de-al doilea volum din serie, Elwin Ransom, un filolog, erou modelat după trăsăturile lui J. R. R. Tolkien, călătorește spre planeta Venus în care primii humanoizi abia au apărut. Iată o lume neatinsă de păcatul originiar.

## Vezi și
- 1943 în științifico-fantastic